# Ян Ольшевський
Ян Фердинанд Ольшевський (пол. Jan Ferdynand Olszewski; 2 серпня 1930, Варшава, Польща — 7 лютого 2019, Варшава, Польща) — польський політик, прем'єр-міністр Польщі з 23 грудня 1991 до 5 червня 1992.

## Життєпис
У 1953 році закінчив юридичний факультет Варшавського університету. Працював у Міністерстві юстиції та Академії наук.
У 1956 році виступив у пресі із закликом реабілітувати учасників Армії Крайової, і вже в 1957 році йому було заборонено займатися журналістикою.
У 1960-ті був адвокатом в декількох процесах польських дисидентів. Завдяки своїй правозахисній діяльності незабаром став відомим в опозиційних колах.
Після введення в Польщі воєнного стану 13 грудня 1981 примкнув до «Солідарності», не припинив займатися правозахисною діяльністю.
Наприкінці 1980-х брав участь у роботі «круглого столу» за участю влади ПНР і опозиції.
Обраний до Сейму в 1991 році, брав участь у роботі комісії з підготовки нової Конституції. Представляв партію «Центристська угода» (пол. Porozumienie Centrum), видними функціонерами якої в цей час були брати Качинські. Незабаром після виборів, однак, президент Лех Валенса призначив Ольшевського прем'єр-міністром. При цьому наполіг, що в його уряд не увійде архітектор «шокової терапії» у Польщі Лешек Бальцерович. Свій перший закордонний візит здійснив у Ватикан (лютий 1992).
Прем'єрство було затьмарене протистоянням президента і прем'єра, що призвело до швидкої відставки кабінету. Головною дією Ольшевського на цій посаді стало проведення закону про люстрацію (який, проте, був незабаром визнаний неконституційним). 5 червня 1992 його уряду був винесений вотум недовіри.
У 1995 році брав участь у президентських виборах і зайняв на них четверте місце, отримавши 1 225 453 (6,86 %) голосів. Пізніше підтримував братів Качинських і праві партії — Лігу польських сімей і Право і справедливість.
Помер 7 лютого 2019 році у Варшаві на 88-му році життя.

## Нагороди
У 2009 році був удостоєний вищої нагороди Польщі — Ордена Білого Орла.
У 2019 році був удостоєний — Хрест свободи та солідарності.
У 2014 році — Почесний громадянин Варшави.